# 龍野市警察
龍野市警察（たつのしけいさつ）は、かつて存在した兵庫県龍野市（現たつの市）の自治体警察。

## 概要
旧警察法の施行で、従来の兵庫県警察部が解体され、1948年（昭和23年）3月7日に龍野町警察署が設置された。1951年（昭和26年）市制施行に伴い龍野市警察署に改称。
その後、1954年（昭和29年）に、旧警察法が全面改正されて新警察法が公布された。これにより国家地方警察と自治体警察が廃止され、新たに都道府県警察として兵庫県警察本部が発足。龍野市警察も兵庫県警察に統合され、姿を消した。